# خانه الستی
خانهٔ الستی؛ نام خانه‌ای تاریخی مربوط به دورهٔ پهلوی دوم است و در شهرستان مشهد، شهر مشهد، خیابان پاسداران، پاسداران ۵، پلاک ۹۳ واقع شده و این اثر در تاریخ ۹ بهمن ۱۳۸۴ با شمارهٔ ثبت ۱۴۰۰۴ به‌عنوان یکی از آثار ملی ایران به ثبت رسیده‌است.